# Bran Van 3000
Bran Van 3000 est un collectif co-fondé en 1994 par James Di Salvio et E.P. Bergen, deux DJ producteurs de Montréal, Québec, Canada. Le groupe de musiciens et de collaborateurs regroupés par Di Salvio a conçu 5 albums, Glee, Discosis, Rosé, The Garden et Wilshire Boulevard - Bran Van 3000 Greatest Hits qui allient plusieurs styles musicaux, electro, rock et rap. Parmi les collaborateurs de souche : Electronic Pierre, Sara Johnston, Stéphane Moraille, Jayne Hill[réf. nécessaire], Nick Hynes[réf. nécessaire], Modèle:Steve Hawley, Gary Mackenzie, Rob Joanisse, Dave Hodge, Adam Chaki et Jean Leloup.
Les artistes Lucie Laurier, Marie-Josée Croze, Momus, Maxamillion, Pierre-Luc Cérat,  Pascal Lepage, Guillaume Jodoin, Kwansa, Valérie Daure ont suivi dans les rangs.[réf. nécessaire]

## Œuvre
Le premier simple de Bran Van 3000 est Drinking in L.A., interprété par James Di Salvio et Stéphane Moraille connut beaucoup de succès dès son lancement en février 1997. Le premier album, Glee, paru au Canada le 15 avril 1997, contient 17 chansons. Le disque est dédié à « John the Wolf », qui est le surnom de Jean Leloup, leur mentor et ami. Le disque a été lancé sur le marché international l'année suivante, avec deux différences majeures : la pièce Ceci n'est pas une chanson a été raccourcie (tout comme son titre, désormais simplement Une chanson), alors que Forest, un titre originellement chanté en français par Jean Leloup, a été remanié : plusieurs couplets en anglais ayant remplacé le texte original de Leloup. De plus, les pièces Rainshine, Carry On et Old School ont été ajoutées à cette nouvelle version du disque.
Couch Surfer est un autre extrait de Glee qui s'était démarqué en 1996 sur la compilation Fripe Show. L'album contient une étonnante reprise acoustique, avec la voix de Sara Johnston dans Come On Feel The Noise du groupe glam rock Slade. Plusieurs échantillonnages peuvent être entendus sur l'album, dont un extrait de Oh Bondage Up Yours de X-Ray Spex sur le morceau initial, Ceci n'est pas une chanson..
Glee a remporté le prix Juno pour le meilleur album alternatif de l'année en 1998 au Canada. Il remporta aussi le prix Félix pour Artiste québécois s'étant le plus illustré dans une langue autre que le français. James et EP ont simultanément gagné ce même soir un Félix pour Album de l'année Hip-Hop / Techno pour leur collaboration avec Carole Laure et Lewis Furey dans la chanson Sentiments naturels pendant qu'ils tournaient a Rome avec BV3.
Bran Van 3000 a récidivé en 2001 avec un second album, (Discosis), aussi salué par la critique que le précédent. Dans la liste des collaborateurs, on retrouve le Sénégalais Youssou N'Dour sur les titres Montréal et Sénégal ainsi que Jean Leloup sur Jean Leloup's Dirty Talk et Dare I Say. On retrouve aussi un sample du titre Move on Up de Curtis Mayfield sur le fameux titre Astounded. Il faut noter que Mike D. des Beastie Boys était le producteur exécutif avec Ric Okasek des Cars comme réal.
Le 19 octobre 2010, l'album The Garden est lancé.
Le 4 novembre 2014, ils sortent Wilshire Boulevard - Bran Van 3000 Greatest Hits pour célébrer le 30e anniversaire du label Audiogram qui les a lancés.